# Leviellus stroemi
Leviellus stroemi (Thorell, 1870) è un ragno appartenente alla famiglia Araneidae.

## Etimologia
È stato chiamato così in onore di Hans Stroem, botanico e zoologo norvegese (Borgund, 25 gennaio 1726 - Eiker, 1º febbraio 1797), e in aggiunta il suffisso latino -iellus, in funzione diminutiva.

## Distribuzione
La specie è stata rinvenuta in diverse località della regione paleartica.

## Tassonomia
L'aracnologo Wunderlich, in un suo lavoro (2004f), analizzando gli esemplari di Zygiella stroemi Thorell, 1870, li attribuì all'ex-famiglia Zygiellidae.
Dal 2009 non sono stati esaminati altri esemplari, né sono state descritte sottospecie al 2013.